# Triphosgen
Triphosgen ist ein starkes Gift, das farblose Kristalle bildet und chemisch ein perchlorierter Dimethylester der Kohlensäure ist.

## Gewinnung und Darstellung
Triphosgen wird durch Photochlorierung von Dimethylcarbonat hergestellt.

## Eigenschaften
Die Verbindung zersetzt sich beim Sieden teilweise unter Abgabe von Phosgen und Diphosgen. Chemisch verhält sich Triphosgen ähnlich wie diese Stoffe, jedoch verlaufen alle Reaktionen langsamer. Die heutige Bedeutung ist eher gering. Triphosgen wird durch die Atemwege aufgenommen und führt zu lungenödemähnlichen Symptomen wie Hustenreiz, Übelkeit, Kurzatmigkeit und Erbrechen. Im späteren Verlauf können Lungenembolien oder Herzinfarkte auftreten. Auch die Augen werden angegriffen, sodass nach Kontamination eine sofortige Ausspülung der Augen notwendig wird.
Im Ersten Weltkrieg wurde Triphosgen als Feststoff im Gemisch mit Pyridin als potenzieller Kampfstoff („Hexa-Stoff“) verschossen.

## Verwendung
Als Synthesechemikalie kann festes Triphosgen in Lösungsmitteln oft das hochgiftige gasförmige Phosgen ersetzen.
Triphosgen wird zur Herstellung von Octalactin B verwendet.